# Oronymum
Oronymum je vlastní jméno tvaru vertikální členitosti zemského povrchu, např. hory, kopce, vrcholu, pohoří či horského masivu, vrchoviny, vysočiny, údolí, rokle, strže, propasti, nížiny, sedla, plošiny, jeskyně a podobně. Oronymum je typ toponyma, vlastního jména místního.
Hory a kopce se často pojmenovávají metaforicky podle tvaru (homole, špičák), pohoří a nížiny často metonymicky podle jména řeky, která z pohoří vychází nebo nížinou protéká. Roli v pojmenování hory může hrát i absence lesního porostu nebo dlouhodobé či trvalé setrvání sněhu u vrcholu (Sněžník, Plešivec, Lysá hora), barva porostu (Černá hora, Bílá hora). Mnohá oronyma a hydronyma mají dávný původ a pocházejí z jazyka kmene či národa, který již území neobývá.